# 埃利斯鎮區 (愛荷華州哈丁縣)
埃利斯鎮區（英語：Ellis Township）是位於美國愛荷華州哈丁縣的一個行政鎮區。

## 地方資料
根據2010年美國人口普查的數據，埃利斯鎮區的面積為91.83平方千米，當中陸地面積為91.74平方千米，而水域面積為0.09平方千米。當地共有人口200人，而人口密度為每平方千米2.18人。